# Изучение рифов
«Изучение рифов» (англ. Exploring the Reef with Jean-Mishel Cousteau) — короткометражный фильм с совмещением живого человека (Жан-Мишель Кусто) и персонажей мультфильма «В поисках Немо» — компьютерной анимации студии Pixar. Фильм был выпущен сразу на DVD вместе с мультфильмом «В поисках Немо». Премьера в США 4 ноября 2003.

## Сюжет
Жан-Мишель Кусто и его друзья — рыбка Немо, Марлин и Дори, показывает жизнь обитателей коралловых рифов — Большой Барьерный риф, то, что они едят и как человеческая жизнь и загрязнение океанов влияет на них.

## Герои мультфильма
- Марлин (англ. Marlin) — рыба-клоун, отец Немо
- Дори (англ. Dory) — голубой хирург, друг Марлина
- Немо (англ. Nemo) — юный рыба-клоун, сын Марлина
- Жан-Мишель Кусто (англ. Jean-Mishel Cousteau) — морской ныряльщик

## Роли озвучивали
- Альберт Брукс — Марлин
- Эллен Дедженерес — Дори
- Александр Гоулд — Немо

## В ролях
- Жан-Мишель Кусто — играет самого себя

## Примечание
1. ↑  Jean-Michel Finds Nemo | Ocean Futures Society. www.oceanfutures.org. Дата обращения: 3 июня 2025.
2. ↑  Finding Nemo | Now On DVD & Movie Download | Walt Disney Studios Home Entertainment Архивировано 9 октября 2009 года.
3. ↑  Dogman15. Exploring the Reef with Jean-Michel Cousteau (6 декабря 2009). Дата обращения: 3 июня 2025.
4. ↑  Exploring the Reef (2003) (англ.). Дата обращения: 3 июня 2025.